# Brachmia procursella
Brachmia procursella is een vlinder uit de familie tastermotten (Gelechiidae). De wetenschappelijke naam is voor het eerst geldig gepubliceerd in 1903 door Rebel.
De soort komt voor in Europa.